# Чернышковский
Чернышковский — посёлок городского типа в Волгоградской области России, административный центр Чернышковского района. Железнодорожная станция Чернышков на линии Лихая — Волгоград.

## География
р.п. Чернышковский расположен на самом краю северо-востока Чернышковского района Волгоградской области, в 3—4 км от границ с Морозовским и Обливским районами Ростовской области. Через посёлок протекает река Цимла, разделяя посёлок на две части. Также через северную часть Чернышковского проходит железнодорожная линия Лихая — Волгоград. Рядом с южной административной границей поселка (в 3-х км от центра) проходит автомобильная дорога федерального значения А260 (на 184 км — поворот в поселок).

## История
Населённый пункт по легенде был основан в 1815 году хорунжим Чернышковым — ветераном Отечественной войны 1812 г., и участником заграничного похода. Хотя на подробной Карте Шуберта, 1826—1840 гг.,. на месте Чернышков указан хутор «Рубилкинъ» из нескольких дворов. Исходя из этого хутор основан был (или возможно переименован) скорее всего не раньше конца 1820-х или в начале 1830-х годов, так как на официальном сайте Чернышковского района,. написано «По данным ГАРО (госархив Ростовской обл.) за 1838 г. указано, что в х. Чернышкове (на Цимле) было 13 дворов, расположенных по обе стороны реки». А по данным «Списка населенных мест Земли Донского войска» за 1859 год на территории х. Чернышковъ в 15 дворах проживало: 50 человек мужского пола и 51 женского. По данным «Списка населенных мест Земли Донского войска» переписи за 1873 год хуторе «Чернышковскій» было: дворов — 34, отдельных изб — 19; число жителей м.п. — 169, ж.п. — 139; плугов — 31 шт.; лошадей — 202 шт., волов пар — 172; прочего рогатого скота — 754 шт.; овец — 1625 шт. По данным «Списка населенных мест области войска Донского по первой всеобщей переписи населения Российской Империи, 1897 года Ч. 2» в х. Чернышковъ проживало человек: 238 м.п., 218 ж.п.; из них грамотных: 87 м. п., 15 ж. п. После окончания строительства железной дороги Царицын-Лихая в 1900 г. хутор стал расти стремительными темпами. Были построены два моста, здание вокзала «Чернышков», водокачка, водопровод с водонапорной башней, пакгауз, казармы железнодорожных рабочих, 3 лесных биржи, хлебные ссыпки, торговые лавки, аптека, церковно-приходская школа. В ноябре 1910 года открылась Чернышковская церковь Иоанна Предтечи.
На основании Постановления ВЦИК от 25.01. 1935 г. «О новой сети районов Сталинградского края», Чернышковский стал районным центром.

### Чернышковский в годы Великой Отечественной войны
24 июля 1942 года Чернышковский был оккупирован немецкими войсками.

В ночь на 31 декабря дивизии корпуса, совместно с 53-й механизированной бригадой обошли оборону противника. Они, воспользовавшись темнотой, подошли к хутору Красный Яр, взяли в кольцо и на утро внезапным налетом овладели им.
В авангарде шли кавалеристы 112-й дивизии.
Противник был застигнут врасплох и не смог оказать активного сопротивления. Гарнизон хутора Красный Яр состоял из так называемой группы «Оберста Штагеля», в которой свыше 100 человек являлись личным составом авиационной части, дислоцировавшейся на аэродроме близ Чернышковского. Были захвачены также оперативные документы, мощные радиостанции, до 20 легковых и около 100 грузовых машин, три склада с продовольствием и один — с медикаментами.
31 декабря противник силами до двух батальонов пехоты при поддержке 15 танков предпринял две последовательные контратаки на Красный Яр со стороны Чернышковского. Они были отбиты с большими для него потерями.
Большие потери понесли также соединения и части 8-го кавкорпуса. При овладении Чернышковским погиб командир 84-го кавполка майор Н. П. Кухно. Будучи ветераном конницы, Н. П. Кухно отличался хорошими знаниями кавалерийского дела. Он пользовался большим уважением у подчиненных и командиров, был примером для всех. Таким он остался в памяти тех, кто вместе с ним служил и кто знал его.— Внезапный удар 
2 января 1943 года освобождён наступавшими советскими войсками.
С 1962 г. Чернышковский вошел в состав Суровикинского района, а в марте 1964 г. вновь стал самостоятельным Чернышковским районом.
25 февраля 1966 г. решением исполкома облсовета хутор переименован в рабочий поселок городского типа — Чернышковский.

## Население
| 1959  | 1970  | 1979  | 1989  | 2002  | 2009  | 2010  |
| ----- | ----- | ----- | ----- | ----- | ----- | ----- |
| 3099  | ↗4315 | ↗5363 | ↗5677 | ↘5446 | ↘5438 | ↘5396 |
| 2012  | 2013  | 2014  | 2015  | 2016  | 2017  | 2018  |
| ↘5378 | ↘5333 | ↘5238 | ↘5190 | ↘5136 | ↘5130 | ↘5070 |
| 2019  | 2020  | 2021  |       |       |       |       |
| ↘5002 | ↘4949 | ↘3565 |       |       |       |       |

## Учреждения

### Образования и культуры
Детские сады: МКДОУ «Чернышковский детский сад № 1 „Солнышко“», Чернышковский детский сад № 2 «Сказка». Чернышковская средняя школа, которая образована путем объединения Чернышковской СШ №1 и Чернышковской СШ №2 в 2020 году. МКУ ДОД „Чернышковская ДШИ“».
Чернышковский казачий музей. Межпоселенческий центр Традиционной Культуры. Межпоселенческая Центральная Районная библиотека. Кинотеатр «CINEMA». МКУ «ЦФК».
В ноябре 2018 года в рамках федерального проекта «Местный дом культуры» в межпоселенческом центре культуры, казачества и архивного дела открылся новый кинозал с современным оборудованием — проекторами, аудио- и видеоаппаратурой, а также экраном формата 3D. Появились специальные места и для граждан с ограниченными возможностями.

### Здравоохранение
Детская поликлиника Центральной Районной Больницы; Поликлиника Центральной Районной Больницы; ГБУЗ «Чернышковская Центральная Районная больница»; МУП «Чернышковская районная аптека».

### Магазины
В рабочем посёлке функционируют следующие торговые сети: «Магнит косметик», «ПокупАЛКО», «Магнит», «КрасноеБелое», «Бристоль» и многие другие.
На территории населенного пункта располагаются несколько строительных магазинов, которые полностью обеспечивают потребность поселка и района в стройматериалах.

### Прочие организации
Администрация Чернышковского района; Чернышковское городское поселение Чернышковского муниципального района Волгоградской области; ОТДЕЛЕНИЕ МВД РОССИИ
ПО ЧЕРНЫШКОВСКОМУ РАЙОНУ; ПАО «Чернышковский Элеватор»; МБУ ЧМР «Коммунальное хозяйство» и др.

## Люди, связанные с посёлком
В посёлке жил, работал и умер Герой Советского Союза Попов, Георгий Васильевич.

## Средства массовой информации

### Печатные издания
Районная газета «Спутник»

### Эфирное телевидение и радиостанции
Эфирное телевидение в посёлке Чернышковский ведётся в цифровом стандарте DVB-T2 состоящее из 20-ти общедоступных телеканов страны, а также жителям посёлка  доступно FM радиовещание с города Морозовск.
- 24 ТВК — Первый мультиплекс цифрового телевидения России
- 53 ТВК — Второй мультиплекс цифрового телевидения России